# Áo dalmatica

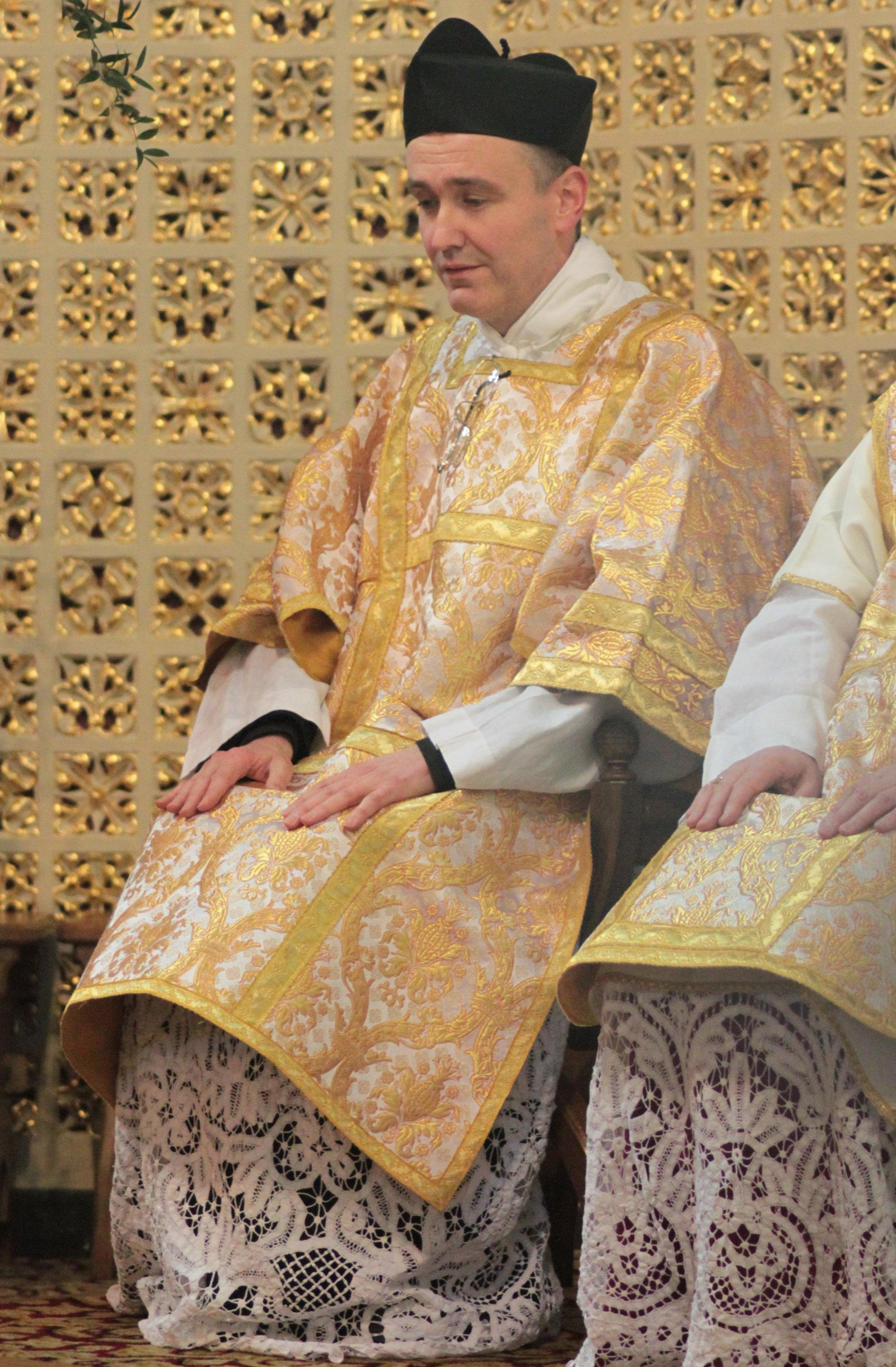
Một phó tế thuộc Giáo hội Công giáo mặc áo dalmatica và đội mũ biretta trong một thánh lễ theo hình thức ngoại thường

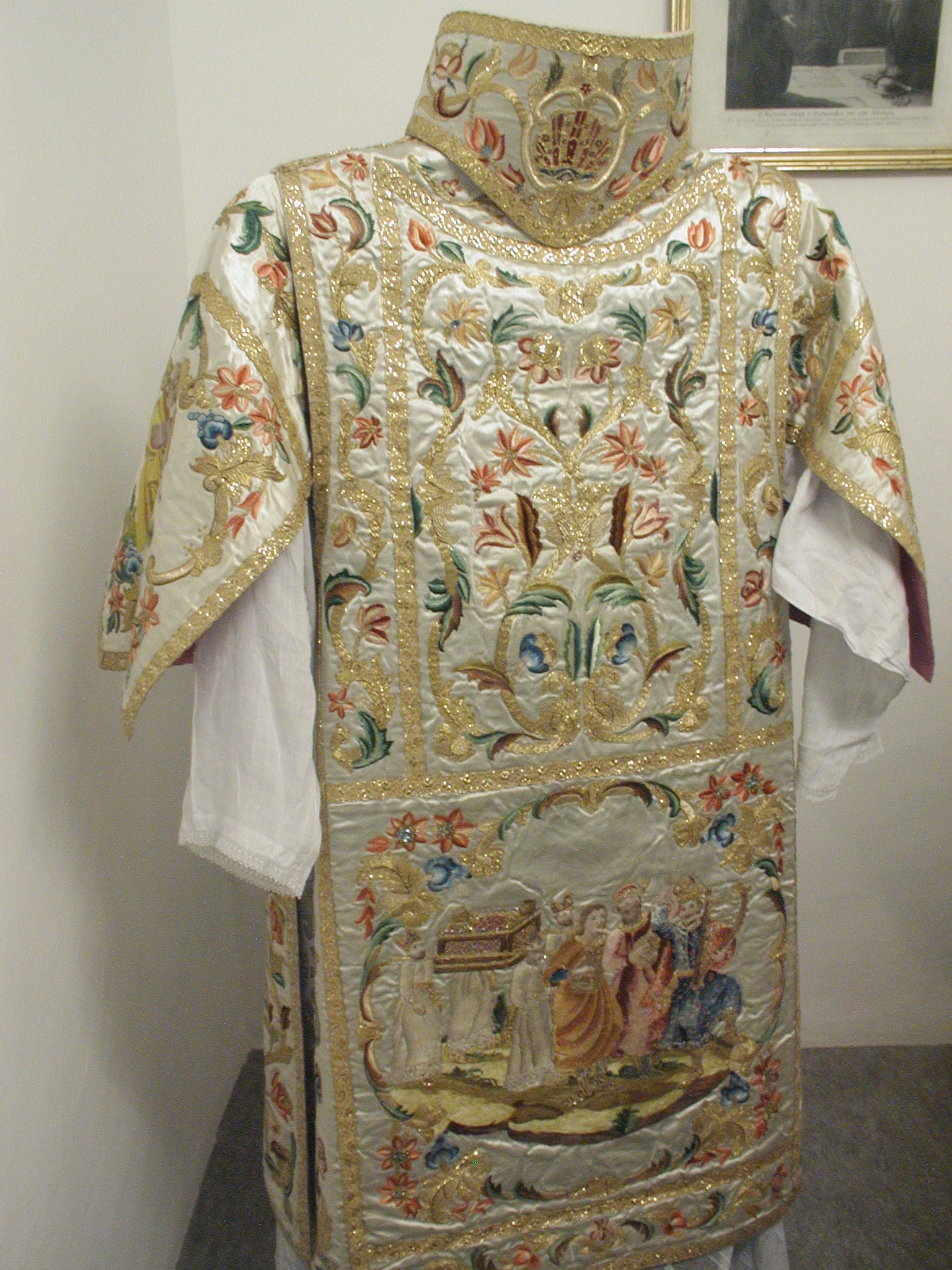
Mặt sau của một chiếc áo dalmatica với hoa văn thêu rất công phu

Áo dalmatica là một loại y phục phụng vụ được sử dụng bởi các giáo sĩ thuộc giáo hội Công giáo, Anh giáo, Luther, Giám lý Liên hiệp cùng một số giáo hội khác. Áo dalmatica là phẩm phục riêng của phó tế (chấp sự) trong Thánh lễ, Lễ Tiệc thánh hay các nghi lễ khác như lễ rửa tội hoặc lễ hôn phối (diễn ra trong khuôn khổ Thánh lễ hay Lễ Tiệc thánh). Áo dalmatica khi được mặc bởi một giám mục thì được gọi là áo dalmatica giáo chủ; mặc choàng lên áo alba và được phủ lên trên cùng bằng áo casula. 
Giống như áo casula dành cho linh mục và giám mục, áo dalmatica là loại áo mặc bên ngoài cùng dành cho phó tế và thường có màu trùng với màu phụng vụ của ngày. Áo dalmatica thường được làm bằng cùng một chất liệu và được trang trí cùng hoa văn với áo casula để cho đồng bộ. Các loại áo mặc bề ngoài được sử dụng trong Thánh lễ trọng thể (hình thức ngoại thường) là áo casula, áo dalmatica cùng áo tunicula (phẩm phục riêng của phụ phó tế) với thiết kế đồng bộ. 